# El piano
El piano (títol original en anglès: The Piano) és un drama romàntic i eròtic ambientat a mitjans del segle XIX, escrit i dirigit per Jane Campion l'any 1993. La pel·lícula l'interpreten Holly Hunter, Harvey Keitel i Sam Neill, i va suposar el debut cinematogràfic d'Anna Paquin, i la banda sonora és de Michael Nyman. Es fa filmar a Nova Zelanda i va rebre múltiples premis, d'entre els quals 3 Oscars i 3 BAFTAs. Aquesta pel·lícula va ser doblada al català.
El film relata la vida d'Ada, una dona escocesa que es va quedar muda de petita i que es comunica per mitjà del seu piano i la seva filla Flora, i que ara ha d'anar a Nova Zelanda per a conèixer el seu futur marit.

## Argument
Ada McGrath (Holly Hunter) és una dona escocesa que arriba amb la seva filla Flora (Anna Paquin) a Nova Zelanda el 1851. S'ha mort el seu marit, i el seu pare la ven en matrimoni a un pròsper granjer, Alistair Stewart (Sam Neill). Arriben en vaixell, juntament amb les seves pertinences i el piano amb què ha substituït la seva veu l'Ada, muda des dels sis anys; també es comunica a través de la seva filla, qui li fa de traductora del llenguatge de signes que ambdues utilitzen.
El nou marit obliga l'Ada a deixar el piano a la platja, on queda abandonat durant molt de temps a la mercè de la calor, la humitat i la salinitat del mar. George Baines (Harvey Keitel), un colon amb tatuatges maoris veí d'Alistair, el compra, i demana a l'Ada que li ensenyi a tocar l'instrument; li proposa un curiós tracte per tal de recuperar-lo: ell li deixa tocar el piano i ella es deixa tocar per George.
Frustrada artísticament però també sexualment, Ada sent també una creixent atracció pel seu veí; aquesta relació que neix entre els dos es transforma en un llaç emocional i sexual complex, fruit d'una passió innocent.

## Repartiment
| Intèrpret       | Personatge       | Veu en català       |
| --------------- | ---------------- | ------------------- |
| Holly Hunter    | Ada McGrath      | Ana Pallejà         |
| Harvey Keitel   | George Baines    | Pere Molina         |
| Sam Neill       | Alisdair Stewart | Joan Carles Gustems |
| Anna Paquin     | Flora McGrath    | Carla Torres        |
| Kerry Walker    | Tia Morag        | Montse Miralles     |
| Geneviève Lemon | Nessie           | Sílvia Llorente     |
| Tungia Baker    | Hira             | desconegut          |
| Ian Mune        | Reverend         | Eduard Elias        |

## Premis i nominacions
D'entre tots els que va rebre, els principals són:

### Premis
- Oscar a la millor actriu per a Holly Hunter
- Oscar a la millor actriu secundària per a Anna Paquin
- Oscar al millor guió original per a Jane Campion
- Palma d'Or al Festival de Canes per a Jane Campion
- Globus d'Or a la millor actriu dramàtica per a Holly Hunter
- Premi a la millor actriu al Festival de Canes per a Holly Hunter
- Premi César a la millor pel·lícula estrangera per a Jane Campion
- BAFTA a la millor actriu per a Holly Hunter
- BAFTA al millor vestuari per a Janet Patterson
- BAFTA al millor disseny de producció per a Andrew McAlpine
- Independent Spirit Award a la millor pel·lícula estrangera per a Jane Campion

### Nominacions
- Oscar a la millor pel·lícula per a Jane Campion
- Oscar al millor director per a Jane Campion
- Oscar a la millor fotografia per a Stuart Dryburgh
- Oscar al millor muntatge per a Veronika Jenet
- Oscar al millor vestuari per a Janet Patterson
- Globus d'Or a la millor pel·lícula dramàtica per a Jane Campion
- Globus d'Or al millor director per a Jane Campion
- Globus d'Or a la millor actriu secundària per a Anna Paquin
- Globus d'Or al millor guió per a Jane Campion
- Globus d'Or a la millor banda sonora original per a Michael Nyman
- BAFTA a la millor pel·lícula per a Jan Chapman i Jane Campion
- BAFTA a la millor fotografia per a Stuart Dryburgh
- BAFTA al millor muntatge per a Veronika Jenet
- BAFTA a la millor música per a Michael Nyman
- BAFTA al millor guió original per a Jane Campion
- BAFTA al millor so per a Lee Smith, Tony Johnson i Gethin Creagh
- Premi David Lean (atorgat per BAFTA) a la millor direcció per a Jane Campion

## Banda sonora
La música original va ser composta per Michael Nyman, que dirigeix l'Orquestra Filharmònica de Múnic. Malgrat que en la pel·lícula els temes són interpretats per Holly Hunter, a l'àlbum ho són de la mà del mateix Nyman.
La banda sonora va ser nominada al Globus d'Or a la millor banda sonora original i al BAFTA a la millor música.
Atès que la protagonista és muda, el so del piano, a través del qual es comunica, representa la seva pròpia veu.
Temes
1. To The Edge Of The Earth 4:06
2. Big My Secret 2:51
3. A Wild And Distant Shore 5:50
4. The Heart Asks Pleasure First 1:33
5. Here To There 1:02
6. The Promise 4:14
7. A Bed Of Ferns 0:46
8. The Fling 1:28
9. The Scent Of Love 4:16
10. Deep Into The Forest 2:58
11. The Mood That Passes Through You 1:13
12. Lost And Found 2:24
13. The Embrace 2:36
14. Little Impulse 2:11
15. The Sacrifice 2:46
16. I Clipped Your Wing 4:34
17. The Wounded 2:26
18. All Imperfect Things 4:03
19. Dreams Of A Journey 5:30
20. The Heart Asks Pleasure First/The Promise (Edit) 3:11